# Várkazamata-Kőtár (Győr)

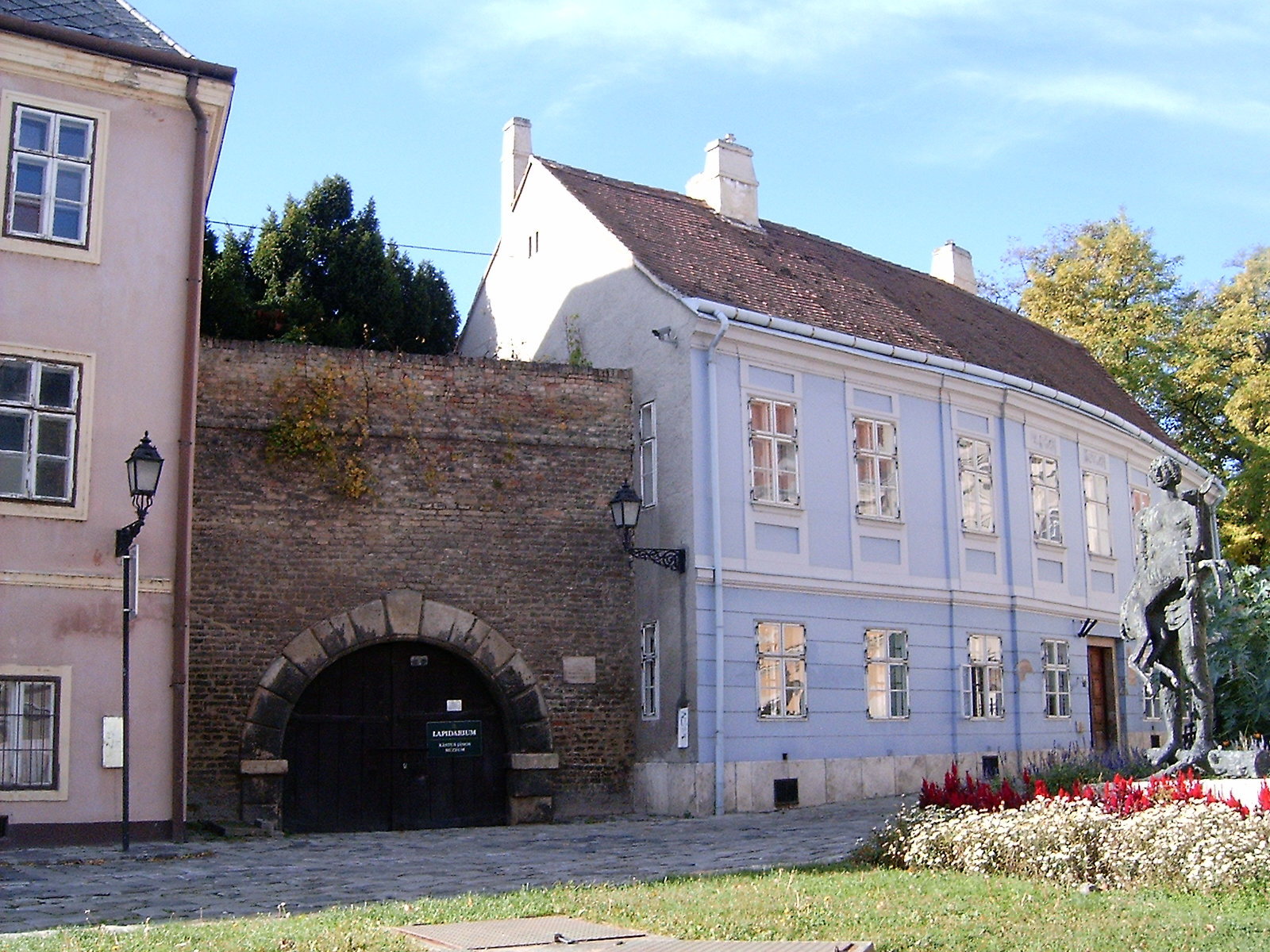
A Várkazamata-Kőtár bejárata a Bécsi kapu téren

A Várkazamata-Kőtár Győr történelmi belvárosában, a Bécsi kapu téren található. Három állandó kiállításból áll a gyűjtemény: az Újkori Kőtár és Horváth Lajos téglagyűjteménye a XVI. századi Sforza-udvarban, a Római Kori Kőtár a Püspökvár onnan nyíló késő gótikus és reneszánsz kazamatáinak egy részében tekinthető meg.

## Elérhetőség
Cím: 9021,Győr, Bécsi kapu tér 5.
Nyitvatartás: V. 01. – X. 31. kedd – vasárnap: 10.00 – 18.00,
az év többi időszakában a Xántus János Múzeumban (9022, Győr, Széchenyi tér 5.) történő előzetes bejelentkezéssel
Részletes információ a Xántus János Múzeum honlapján

## A Sforza-udvar
A méreteiben kicsi, de festői szépségű Sforza-udvarba a Bécsi kapu tér északnyugati oldalának két barokk háza közti durván megmunkált kövekből készült kapukereten keresztül, erősen boltozott alagútszerű bejáraton keresztül jutunk. Az itt látható Újkori Kőtár a győri vár emlékeit mutatja be, itt tekinthetjük meg Horváth József téglagyűjteményét is.

### Az Újkori Kőtár legértékesebb darabjai
Az egykori városkapuk maradványai képezik a gyűjtemény legértékesebb részét. A Rábára néző háromnyílású, reneszánsz egykori Bécsi kapu homlokzatáról származó feliratos kőtábla latin nyelvű szövege arról tájékoztat, hogy a kaput II. Miksa német-római császár, magyar és cseh király, osztrák főherceg és burgund fejedelem 1568-ban építette. A kapu fő dísze az egyesített Habsburg-címer is megmaradt, eredetileg ennek két oldalán volt a sávos magyar és az oroszlános cseh címer, melyek szintén a kőtár gyűjteményének darabjai. A Dunai vagy más néven Vízi kapunak, mely a mai Dunakapu tér helyén állt legértékesebb megmaradt darabja egy reneszánsz párkánytöredék, ezen a triglif-dísz harang alakú cseppecskéit láthatjuk. A gyűjtemény legértékesebb darabjai közé tartozik Fehérvári-kapu gerenda vázas nagyméretű kapuszárnya, külső felületén kovácsoltvas vaslemezek találhatók. 1598-ban a győri vár törököktől való felszabadításakor robbantották fel a magyar és külföldi felszabadító csapatok a várkaput, ennek egyik darabja összetört, a másik a robbanás erejétől messzire elrepült. Ez utóbbi szárny látható itt. Megmaradása annak köszönhető, hogy évszázadokon át a győri bazilikában őrizték várostörténeti ereklyeként. A vár építésének emléke a két, monogramos, évszámmal ellátott tégla, az egyiket 1669-ben Raimondo Montecuccoli tábornagy főparancsnoksága idején, a másikat pedig 1709-ben Sigbert Heister generális alatt égették a vár építéséhez használt többi téglához hasonlóan Szigetben kitermelt agyagból. A két bal oldali kazamatanyílás két végében a mai járószint alatt két ágyúkilövő rés található a XVI. századból, a Bécsi kaput támadó ellenség oldalról történő tüzelésére voltak alkalmasak.

## Várkazamaták
A Római Kori Kőtár a bejárattól nyíló késő gótikus és reneszánsz kazamatákban kapott helyet. A kiállított síremlékeket, kultuszképeket, utak mellett felállított mérföldköveket és oltárképeket Győr városában és környékén találták. A város római kori síremlékeit a XIX. század első felében Győr polgármestere, Cseh János (aki régész és a Magyar Tudós Társaság tagja is volt) kezdte gyűjteni. Az óváros délkeleti csücskénél, a Batthyány tér közelében hozta létre az ún. fácánkertet, melyben az előkerült római kori emlékeket a kutatás számára felállíttatta. Tulajdonképpen ez volt Magyarország első szabadtéri múzeuma.

### A Római Kori Kőtár legértékesebb darabjai
A Városrét helyén lévő nagy római kori temetőből – az úgynevezett homokgödri-temetőből- származó római kori ház alakú, valószínűleg csak félig elkészült szarkofág;
fehérmárvány férfiportré a harmadik századból; Acrabanis-sírkő: a Belvárosban 1788-ban előkerült sírkövön célbalövést ábrázolt a készítője; kocsijelenetes sírkő: a Bőnyrétalapról származó sírkő a másvilágba kocsin szállított halottat ábrázolja; henger alakú mérföldkő, melyet Caracalla császár idejében 212-ben állították fel, két darabban került elő az egyik Rákóczi utcai ház udvarából.
Az egyik oltárkövön a római vallás valamennyi istenének tett áldozatról olvashatunk, egy sírépítmény domborművén Héraklészt láthatjuk, amint kivezeti az alvilágból Alkésztisz királynőt, a hitvesi hűség mintaképét.
Egy dombormű Tellus földistennőt – a bőség és termékenység megtestesítőjét- ábrázolja, az istennő tulajdonságaira utalnak a bőségszaru és a gyümölcsök, amelyeket egy szárnyas gyermekalak önt az istennő ölébe.
Egy másik domborművön Mithrász öli meg épp a bikát.
Nyugat-pannóniai faragóműhelyben készült az a szép márvány sírkő, mely az Apollónnal versenyre kelő, és őt legyőző nádsípon játszó Marsyas szatír bűnhődését ábrázolja, akit merészségéért az isten szkíta rabszolgájával együtt egy fához kötözött, s elevenen megnyúzatott.